# Mihajlovac (Negotin)
Mihajlovac (em cirílico:Михајловац) é uma vila da Sérvia localizada no município de Negotin, pertencente ao distrito de Bor, nas regiões de Timočka Krajina e Negotinska Krajina. A sua população era de 718 habitantes segundo o censo de 2002.

## Demografia
| 1948  | 1953  | 1961  | 1971  | 1981  | 1991  | 2002 |
| ----- | ----- | ----- | ----- | ----- | ----- | ---- |
| 1 744 | 1 821 | 1 786 | 1 755 | 1 697 | 1 449 | 718  |